# Voo Aeroflot 4225
O Voo Aeroflot 4225 era um Tupolev Tu-154B-2 em um voo doméstico regular de passageiros do aeroporto de Alma-Ata (agora Almaty) para o Aeroporto de Sinferopol em 8 de julho de 1980. A aeronave havia atingido uma altitude de 500 pés quando a velocidade no ar caiu repentinamente devido às correntes térmicas que encontrou durante a subida. Isso fez com que o avião estolasse a menos de 5 km do aeroporto, bater e explodir em chamas, matando todos os 156 passageiros e 10 tripulantes a bordo. É considerado o acidente aéreo mais mortal do Cazaquistão.

## Acidente
No momento do acidente, Alma-Ata estava passando por uma onda de calor. Era por volta de 00h39 e o voo 4225 decolou do aeroporto de Alma-Ata, no Cazaquistão soviético. Apenas alguns segundos após a decolagem, o avião atingiu 500 pés. O tempo não estava favorável ao voo. O avião atingiu uma zona de ar quente que então a velocidade da aeronave soviética caiu drasticamente e o avião foi pego em uma grande corrente descendente. O Tupolev estolou e despencou, de nariz para baixo, em uma fazenda perto dos subúrbios de Alma-Ata. Ele deslizou para uma ravina, explodiu e se desintegrou, matando todos a bordo.

## Investigação
O conselho de aviação soviético concluiu que o acidente foi causado pela tesoura de vento que ocorreu enquanto a aeronave estava perto de seu peso máximo de decolagem para as condições locais que incluíam montanhas.